# Liste des cavités naturelles les plus longues de l'Ain
La liste des cavités naturelles les plus longues de l'Ain recense, sous forme de tableau(x), les cavités souterraines naturelles connues dans ce département français, dont le développement est supérieur ou égal à cinq cents mètres.
La communauté spéléologique considère qu'une cavité souterraine naturelle n'existe vraiment qu'à partir du moment où elle est « inventée » c'est-à-dire découverte (ou redécouverte), inventoriée, topographiée et publiée. Bien sûr, la réalité physique d'une cavité naturelle est la plupart du temps bien antérieure à sa découverte par l'homme ; cependant tant qu'elle n'est pas explorée, mesurée et révélée, la cavité naturelle n'appartient pas au domaine de la connaissance partagée.
La liste spéléométrique des 57 plus longues cavités naturelles de l'Ain (≥ cinq cents mètres) est actualisée à fin décembre 2021.
La plus longue cavité souterraine naturelle répertoriée dans le département de l'Ain est  « le réseau de la Falconnette », sur la commune d'Ordonnaz (cf. ligne 1 du tableau ci-dessous).
| \| Histogramme de la répartition des plus longues cavités naturelles de l'Ain par classe de développement -- Les 57 cavités citées fin 2019 sont réparties en 4 classes de développement -- \| \| \| \| \| \| \| \| \| \| \| \| \| \| \| classe I >= 5 000 m 8 cavité[s] \| classe II >= 2 000 m et < 5 000 m 12 cavités \| classe III >= 1 000 m et < 2 000 m 20 cavités \| classe IV >= 500 m et < 1 000 m 17 cavités \| \| |                                 |                                              |                                               |                                            |  |
| Le graphique qui aurait dû être présenté ici ne peut pas être affiché car il utilise l'ancienne extension Graph, désactivée pour des questions de sécurité. Des indications pour créer un nouveau graphique avec la nouvelle extension Chart sont disponibles ici . |                                 |                                              |                                               |                                            |  |
| Histogramme de la répartition des plus longues cavités naturelles de l'Ain par classe de développement -- Les 57 cavités citées fin 2019 sont réparties en 4 classes de développement -- |                                 |                                              |                                               |                                            |  |
| |                                 |                                              |                                               |                                            |  |
| | classe I >= 5 000 m 8 cavité[s] | classe II >= 2 000 m et < 5 000 m 12 cavités | classe III >= 1 000 m et < 2 000 m 20 cavités | classe IV >= 500 m et < 1 000 m 17 cavités |  |

## Cavités de l'Ain (France) dont le développement est supérieur ou égal à 5 000 mètres
Huit cavités sont recensées dans cette « classe I » au 31-12-2021.
| Réf. | Cavité (autres noms)     | Commune  | Massif ou zone  | Coordonnées (WGS 84)        | Développe. (mètres) | Dénivel. (mètres) | Sources ou références                                                  | Mise à jour |
| ---- | ------------------------ | -------- | --------------- | --------------------------- | ------------------- | ----------------- | ---------------------------------------------------------------------- | ----------- |
| 1    | Réseau de la Falconnette | Ordonnaz | Bas-Bugey       | 45° 50′ 24″ N, 5° 33′ 05″ E | +022 500, m         | +0312, m          | Grottocenter, Spelunca no 149, Grottocenter & L'Echo des Vulcains n°66 | 2021-09     |
| 2    | Grotte de Préoux         | Ruffieu  | Bas-Bugey       | 46° 00′ 37″ N, 5° 40′ 07″ E | +008 700, m         | +0167, m          | Spéléo Magazine & Grottocenter                                         | 2024-09     |
| 3    | Grotte du Crochet        | Torcieu  | Plaine de l'Ain | 45° 54′ 51″ N, 5° 24′ 23″ E | +008 125, m         | +0142, m          | Grottocenter & Y. Robin & Clan spéléo des Troglodytes                  | 2018-05     |
| 4    | Grotte de la Serra       | Charix   | Haut-Bugey      | 46° 10′ 17″ N, 5° 41′ 44″ E | +007 000, m         | +0130, m          | Grottocenter                                                           | 2018-05     |
| 5    | Trou de la Bouche        | Arbent   | Haut-Bugey      | 46° 18′ 12″ N, 5° 40′ 28″ E | +006 300, m         | +0180, m          | Grottocenter                                                           | 2018-05     |
| 6    | Exsurgence de la Fouge   | Cerdon   |                 | 46° 03′ 18″ N, 5° 29′ 32″ E | +005 400, m         | +0094, m          | Spelunca no 165                                                        | 2022-04     |
| 7    | Creux Mutin              | Innimond | Bas-Bugey       | 45° 48′ 34″ N, 5° 33′ 24″ E | +005 340, m         | +0160, m          | Grottocenter, Spelunca no 68 & Spéléo-dossiers no 40                   | 2018-09     |
| 8    | Gouffre Vincent          | Dortan   | Haut-Bugey      | 46° 19′ 13″ N, 5° 38′ 28″ E | +005 000, m         | +0120, m          | Grottocenter                                                           | 2018-05     |

## Cavités de l'Ain (France) dont le développement est compris entre 2 000 mètres et 4 999 mètres
Douze cavités sont recensées dans cette « classe II » au 31-12-2019.
| Réf. | Cavité (autres noms)                                   | Commune              | Massif ou zone       | Coordonnées (WGS 84)        | Développe. (mètres) | Dénivel. (mètres) | Sources ou références                          | Mise à jour |
| ---- | ------------------------------------------------------ | -------------------- | -------------------- | --------------------------- | ------------------- | ----------------- | ---------------------------------------------- | ----------- |
| 9    | Grotte de Vaux-Saint-Sulpice-gouffre de l'Âge de Glace | Cormaranche-en-Bugey | Plateau d'Hauteville | 45° 56′ 04″ N, 5° 35′ 23″ E | +003 770, m         | +0082, m          | Grottocenter & Spéléo Magazine n° 111          | 2020-10     |
| 10   | Source du Groin                                        | Vieu                 | Bas-Bugey            | 45° 53′ 35″ N, 5° 41′ 26″ E | +003 437, m         | +0057, m          | Grottocenter & Stéphane Lips & plongeesout.com | 2018-05     |
| 11   | Grotte Moilda                                          | Lompnas              | Bas-Bugey            | 45° 48′ 25″ N, 5° 32′ 33″ E | +003 000, m         | +0316, m          | Grottocenter & Spéléo dossiers no 17           | 2018-05     |
| 12   | Gouffre de l'Épigneux                                  | Hostiaz              | Plateau d'Hauteville | 45° 53′ 52″ N, 5° 31′ 30″ E | +002 721, m         | +0068, m          | Grottocenter                                   | 2018-05     |
| 13   | Grotte de la Trouillette                               | Champfromier         | Haut-Bugey           | 46° 12′ 46″ N, 5° 48′ 31″ E | +002 700, m         | +0024, m          | Grottocenter & Explos sous Champfromier        | 2018-05     |
| 14   | Grotte d'En Perrucle                                   | Jujurieux            | Plaine de l'Ain      | 46° 02′ 05″ N, 5° 25′ 07″ E | +002 470, m         | +0088, m          | Grottocenter                                   | 2018-05     |
| 15   | Grotte de la Roche Fauconnière                         | Belleydoux           | Haut-Bugey           | 46° 14′ 14″ N, 5° 47′ 40″ E | +002 300, m         | +0088, m          | Grottocenter& Explos sous Champfromier         | 2018-05     |
| 16   | Puits de Rappe                                         | Neuville-sur-Ain     | Plaine de l'Ain      | 46° 06′ 14″ N, 5° 22′ 04″ E | +002 200, m         | +0040, m          | Grottocenter                                   | 2018-05     |
| 17   | Gouffre de la Rasse                                    | Farges               | Pays de Gex          | 46° 09′ 55″ N, 5° 52′ 40″ E | +002 100, m         | +0690, m          | Grottocenter                                   | 2018-05     |
| 18   | Grotte des Huguenots                                   | Injoux-Génissiat     | Haut-Bugey           | 46° 01′ 51″ N, 5° 45′ 57″ E | +002 000, m         | +0070, m          | Grottocenter & Michel Septfontaine             | 2018-05     |
| 19   | Grotte de Corveissiat                                  | Corveissiat          | Revermont            | 46° 14′ 35″ N, 5° 29′ 00″ E | +002 000, m         | NC                | Grottocenter & plongeesout.com                 | 2018-05     |
| 20   | Balme de Bessiat                                       | Labalme              | Plaine de l'Ain      | 46° 05′ 31″ N, 5° 29′ 42″ E | +002 000, m         | +0059, m          | Grottocenter & L'Echo des Vulcains n° 67       | 2018-05     |

## Cavités de l'Ain (France) dont le développement est compris entre 1 000 mètres et 1 999 mètres
Vingt cavités sont recensées dans cette « classe III » au 31-12-2019.
| Réf. | Cavité (autres noms)              | Commune                     | Massif ou zone  | Coordonnées (WGS 84)        | Développe. (mètres) | Dénivel. (mètres) | Sources ou références                                                      | Mise à jour |
| ---- | --------------------------------- | --------------------------- | --------------- | --------------------------- | ------------------- | ----------------- | -------------------------------------------------------------------------- | ----------- |
| 21   | Grotte de la Bouna                | Léaz                        | Pays de Gex     | 46° 07′ 13″ N, 5° 53′ 40″ E | +001 800, m         | +0025, m          | Grottocenter & PlongePLO                                                   | 2018-05     |
| 22   | Gouffre du Biolet                 | Lompnas                     | Plaine de l'Ain | 45° 48′ 43″ N, 5° 31′ 31″ E | +001 700, m         | +0160, m          | Y. Robin & Spéléo-dossiers no 39                                           | 2018-05     |
| 23   | Source du Perthuis                | Marchamp                    | Plaine de l'Ain | 45° 47′ 40″ N, 5° 32′ 36″ E | +001 902, m         | +0145, m          | Grottocenter, G.S Vulcain & Xavier Robert.                                 | 2021-11     |
| 24   | Grotte du Pissoir                 | Torcieu                     | Plaine de l'Ain | 45° 55′ 06″ N, 5° 24′ 35″ E | +001 550, m         | NC                | Grottocenter & Y. Robin                                                    | 2018-05     |
| 25   | Grotte de Monitieu                | Izieu                       | Bas-Bugey       | 45° 38′ 39″ N, 5° 38′ 34″ E | +001 550, m         | +0032, m          | Grottocenter & Spelunca no 132                                             | 2018-05     |
| 26   | Grotte du Palin                   | Nantua                      | Haut-Bugey      | 46° 09′ 52″ N, 5° 35′ 40″ E | +001 500, m         | NC                | Grottocenter                                                               | 2018-05     |
| 27   | Grotte des Avalanches             | Champfromier                | Haut-Bugey      | 46° 12′ 29″ N, 5° 47′ 55″ E | +001 500, m         | +0103, m          | Grottocenter                                                               | 2018-05     |
| 28   | Perte de Socours                  | Torcieu                     | Plaine de l'Ain | 45° 54′ 02″ N, 5° 24′ 44″ E | +001 500, m         | +0110, m          | Grottocenter & Spéléo dossiers no 32 & Spéléo dossiers no 34               | 2018-05     |
| 29   | Source du Creux de la Roche       | Saint-Germain-les-Paroisses | Bas-Bugey       | 45° 45′ 59″ N, 5° 35′ 34″ E | +001 476, m         | +0092, m          | Grottocenter & Y. Robin & Spéléo dossiers no 35                            | 2018-05     |
| 30   | Cresse en Feu - Cresse du Fut     | Serrières-de-Briord         | Plaine de l'Ain | 45° 49′ 09″ N, 5° 27′ 32″ E | +001 404, m         | +0153, m          | Grottocenter                                                               | 2018-05     |
| 31   | Grotte de Courtouphle             | Matafelon-Granges           | Haut-Bugey      | 46° 15′ 41″ N, 5° 32′ 04″ E | +001 400, m         | +0114, m          | Grottocenter                                                               | 2018-05     |
| 32   | Grotte de la Cascade de Glandieu  | Brégnier-Cordon             | Bas-Bugey       | 45° 39′ 54″ N, 5° 36′ 56″ E | +001 342, m         | +0040, m          | Spéleo dossiers no 33                                                      | 2018-05     |
| 33   | Grottes du Cerdon                 | Labalme Cerdon              |                 | 46° 05′ 51″ N, 5° 28′ 48″ E | +001 350, m         | +0125, m          | Grottocenter                                                               | 2018-05     |
| 34   | Grotte du Burlandier              | Lalleyriat                  |                 | 46° 09′ 59″ N, 5° 42′ 16″ E | +001 240, m         | NC                | Grottocenter                                                               | 2018-05     |
| 35   | Émergence de la Félicité          | Valserhône                  |                 | 46° 09′ 37″ N, 5° 46′ 48″ E | +001 200, m         | NC                | Grottocenter                                                               | 2018-05     |
| 36   | Gouffre du Golet aux Loups        | Lalleyriat                  |                 | 46° 07′ 53″ N, 5° 42′ 31″ E | +001 181, m         | +0280, m          | Grottocenter                                                               | 2018-05     |
| 37   | Tovière du Pilet                  | Seillonnaz                  |                 | 45° 47′ 14″ N, 5° 31′ 24″ E | +001 140, m         | NC                | Grottocenter & Y. Robin                                                    | 2018-05     |
| 38   | Grotte du Cormoran                | Torcieu                     | Plaine de l'Ain | 45° 54′ 30″ N, 5° 24′ 25″ E | +001 123, m         | +0022, m          | Grottocenter                                                               | 2018-05     |
| 39   | Fontaine Noire de Cize            | Corveissiat                 | Revermont       | 46° 13′ 00″ N, 5° 27′ 32″ E | +001 088, m         | +0073, m          | Spéléométrie de la France, Grottocenter, plongeesout.com & Spelunca no 120 | 2010-12     |
| 40   | Source Bleue du Château de Dortan | Dortan                      | Monts du Bugey  | 46° 18′ 36″ N, 5° 39′ 45″ E | +001 030, m         | +0099, m          | Grottocenter, Bulletin municipal Info plongée n°101 & Le Fil n° 30         | 2018-05     |

## Cavités de l'Ain (France) dont le développement est compris entre 500 mètres et 999 mètres
Dix-sept cavités sont recensées dans cette « classe IV » au 31-12-2019.
Statistiquement, le nombre de cavités de classe IV est probablement sous-estimé.
| Réf. | Cavité (autres noms)                   | Commune                | Massif ou zone  | Coordonnées (WGS 84)        | Développe. (mètres) | Dénivel. (mètres) | Sources ou références                             | Mise à jour |
| ---- | -------------------------------------- | ---------------------- | --------------- | --------------------------- | ------------------- | ----------------- | ------------------------------------------------- | ----------- |
| 41   | Fontaine au Cro                        | Arbent                 | Massif du Jura  | 46° 17′ 49″ N, 5° 41′ 53″ E | +000900, m          | NC                | Spéléométrie de la France                         | 2000-12     |
| 42   | Grotte de Charabotte                   | Chaley                 | Plaine de l'Ain | 45° 57′ 43″ N, 5° 33′ 27″ E | +000865, m          | +0022, m          | Spéléométrie de la France & Grottocenter          | 2000-12     |
| 43   | Lésine de la Calame                    | Sergy                  | Pays de Gex     | 46° 16′ 38″ N, 5° 57′ 39″ E | +000780, m          | +0306, m          | Spéléométrie de la France & Grottocenter          | 2018-05     |
| 44   | Grotte de la Doua                      | Saint-Rambert-en-Bugey | Monts du Bugey  | 45° 56′ 13″ N, 5° 25′ 13″ E | +000754, m          | +0025, m          | Spéléométrie de la France & Grottocenter          | 2009-04     |
| 45   | Cornelle de la Bauche                  | Haut Valromey          | Haut-Bugey      | 46° 03′ 49″ N, 5° 43′ 29″ E | +000751, m          | +0219, m          | Spéléométrie de la France & Grottocenter          | 2018-05     |
| 46   | Gouffre de la Morgne                   | Lompnas                | Plaine de l'Ain | 45° 49′ 36″ N, 5° 31′ 06″ E | +000737, m          | +0059, m          | Spéléométrie de la France & Grottocenter          | 2009-03     |
| 47   | Grotte des Cascades de Luizet          | Bénonces               | Plaine de l'Ain | 45° 50′ 03″ N, 5° 30′ 25″ E | +000692, m          | NC                | Spéléométrie de la France & Grottocenter          | 2009-03     |
| 48   | Grotte du Pont Martin                  | Bettant                | Plaine de l'Ain | 45° 55′ 36″ N, 5° 23′ 04″ E | +000686, m          | +0039, m          | Spéléométrie de la France & Grottocenter          | 2009-03     |
| 49   | Grotte du Puits Perdu                  | Saint-Germain-de-Joux  | Haut-Bugey      | 46° 11′ 19″ N, 5° 43′ 30″ E | +000668, m          | NC                | Spéléométrie de la France & Grottocenter          | 2009-03     |
| 50   | Grotte de Charix                       | Charix                 | Haut-Bugey      | 46° 10′ 29″ N, 5° 40′ 51″ E | +000600, m          | +0023, m          | Grottocenter & Spéléo dossiers no 13              | 2018-05     |
| 51   | Grotte de la Touvière                  | Sonthonnax-la-Montagne | Haut-Bugey      | 46° 11′ 39″ N, 5° 29′ 43″ E | +000520, m          | NC                | Spéléométrie de la France & Grottocenter          | 2000-12     |
| 52   | Trou de l'Âne à Germain                | Hauteville-Lompnes     | Haut-Bugey      | 45° 57′ 09″ N, 5° 33′ 46″ E | +000520, m          | +0100, m          | Spéléométrie de la France & Grottocenter          | 2018-05     |
| 53   | Grotte de Frébuge                      | Saint-Germain-de-Joux  | Haut-Bugey      | 46° 10′ 09″ N, 5° 42′ 58″ E | +000500, m          | NC                | Spéléométrie de la France & Grottocenter          | 2009-03     |
| 54   | Balme Est du Pic                       | Haut Valromey          | Haut-Bugey      | 45° 58′ 07″ N, 5° 42′ 01″ E | +000500, m          | +0015, m          | Spéléométrie de la France & Spéléo-dossiers no 13 | 2000-12     |
| 55   | Grotte de la Rivière qui Tombe du Ciel | Belleydoux             | Haut-Bugey      | 46° 15′ 22″ N, 5° 48′ 29″ E | +000500, m          | NC                | Spéléométrie de la France & Grottocenter          | 2000-12     |
| 56   | Grande Faille                          | Serrières-de-Briord    | Plaine de l'Ain | 45° 49′ 00″ N, 5° 27′ 26″ E | +000500, m          | NC                | Spéléométrie de la France & Grottocenter          | 2000-12     |
| 57   | Exsurgence du Bief Blanc               | Belleydoux             | Haut-Bugey      | 46° 14′ 12″ N, 5° 47′ 56″ E | +000500, m          | NC                | Spéléométrie de la France & Grottocenter          | 2000-12     |